# Эрдэнэсант
Эрдэнэсант (монг. Эрдэнэсант) — сомон аймака Туве, Монголия.
Центр сомона — Улаанхутаг находится в 240 километрах от города Зуунмод и в 214 километрах от столицы страны — Улан-Батора.
Есть школа, больница, мастерские, развита сфера обслуживания.

## География
Большую часть территории занимают долины Угалзат, Сайн хундлун, Хутул, Давс, Ягаан, Цагаантолгой. Возвышаются горы Батхаан (2150 метров), Ундурсант (1530 метров), Дэндгэр (1670 метров), Их аргал (1694 метров), Их Хорго (1720 метров) и др. Протекают реки Бад, Улз, Налайх. Озёра Хутул, Цагаан, Улаан и др. Водятся волки, лисы, косули, зайцы, тарбаганы.
Климат резко континентальный. Средняя температура января -19-20°С, июня +18°С. В год в среднем выпадает 250-320 мм осадков.
Имеются запасы золота, серебра, строительного сырья.

## Известные уроженцы
- Жигжидийн Мунхбат — заслуженный спортсмен Монголии, серебряный призёр по борьбе на Летних Олимпийских играх 1968 года.